# Liste der Bodendenkmäler in Petersaurach
Auf dieser Seite sind die Bodendenkmäler in der mittelfränkischen Gemeinde Petersaurach zusammengestellt. Diese Tabelle ist eine Teilliste der Liste der Bodendenkmäler in Bayern. Grundlage ist die Bayerische Denkmalliste, die auf Basis des Bayerischen Denkmalschutzgesetzes vom 1. Oktober 1973 erstmals erstellt wurde und seither durch das Bayerische Landesamt für Denkmalpflege geführt wird. Die folgenden Angaben ersetzen nicht die rechtsverbindliche Auskunft der Denkmalschutzbehörde.

## Bodendenkmäler der Gemeinde Petersaurach

### Bodendenkmäler in der Gemarkung Altendettelsau
| Lage                      | Objekt                                                                          | Akten-Nr.     | Bild |
| ------------------------- | ------------------------------------------------------------------------------- | ------------- | ---- |
| Altendettelsau (Standort) | Freilandstation des Mesolithikums und Siedlung vorgeschichtlicher Zeitstellung. | D-5-6630-0099 |      |
| Altendettelsau (Standort) | Freilandstation des Mesolithikums und Siedlung der Urnenfelderzeit.             | D-5-6730-0103 |      |

### Bodendenkmäler in der Gemarkung Bruckberg
| Lage                 | Objekt                                                           | Akten-Nr.     | Bild |
| -------------------- | ---------------------------------------------------------------- | ------------- | ---- |
| Bruckberg (Standort) | Bestattungsplatz vorgeschichtlicher Zeitstellung mit Grabhügeln. | D-5-6630-0127 |      |

### Bodendenkmäler in der Gemarkung Großhaslach
| Lage                   | Objekt | Akten-Nr.     | Bild |
| ---------------------- | --- | ------------- | ---- |
| Großhaslach (Standort) | Freilandstation des Mesolithikums und Siedlung vorgeschichtlicher Zeitstellung. | D-5-6630-0100 |      |
| Großhaslach (Standort) | Freilandstation des Mesolithikums und Siedlung vorgeschichtlicher Zeitstellung. | D-5-6630-0101 |      |
| Großhaslach (Standort) | Siedlung der Steinzeiten. | D-5-6630-0103 |      |
| Großhaslach (Standort) | Siedlung der Steinzeiten sowie der Urnenfelderzeit. | D-5-6630-0104 |      |
| Großhaslach (Standort) | Mittelalterlicher Burgstall, mittelalterliche und frühneuzeitliche Befunde im Bereich der Evangelisch-Lutherischen Pfarrkirche St. Maria in Großhaslach, Friedhof des Mittelalters und der frühen Neuzeit. | D-5-6630-0145 |      |
| Großhaslach (Standort) | Bestattungsplatz vorgeschichtlicher Zeitstellung mit Grabhügeln. | D-5-6630-0186 |      |
| Großhaslach (Standort) | Mittelalterliche und frühneuzeitliche Befunde im Bereich der Evangelisch-Lutherischen Filialkirche St. Mauritius und ihrer Vorgängerbauten n Gleizendorf.                                                  | D-5-6630-0191 |      |

### Bodendenkmäler in der Gemarkung Petersaurach
| Lage                    | Objekt | Akten-Nr.     | Bild |
| ----------------------- | --- | ------------- | ---- |
| Petersaurach (Standort) | Freilandstation des Mesolithikums. | D-5-6630-0088 |      |
| Petersaurach (Standort) | Siedlung vorgeschichtlicher Zeitstellung. | D-5-6630-0092 |      |
| Petersaurach (Standort) | Siedlung der Steinzeiten. | D-5-6630-0094 |      |
| Petersaurach (Standort) | Freilandstation des Mesolithikums und Siedlung vorgeschichtlicher Zeitstellung.                                                                                | D-5-6630-0095 |      |
| Petersaurach (Standort) | Siedlung vorgeschichtlicher Zeitstellung. | D-5-6630-0096 |      |
| Petersaurach (Standort) | Siedlung vor- und frühgeschichtlicher Zeitstellung. | D-5-6630-0143 |      |
| Petersaurach (Standort) | Mittelalterliche und frühneuzeitliche Befunde im Bereich der Evangelisch-Lutherischen Pfarrkirche St. Peter, Friedhof des Mittelalters und der frühen Neuzeit. | D-5-6630-0187 |      |
| Petersaurach (Standort) | Mittelalterliche Kapellenwüstung zum Neuen Heiligen bei Petersaurach.                                                                                          | D-5-6630-0195 |      |

### Bodendenkmäler in der Gemarkung Vestenberg
| Lage                  | Objekt                                                                                   | Akten-Nr.     | Bild |
| --------------------- | ---------------------------------------------------------------------------------------- | ------------- | ---- |
| Vestenberg (Standort) | Mittelalterliche Burgruine, Kirche und Friedhof des Mittelalters und der frühen Neuzeit. | D-5-6630-0108 |      |
| Vestenberg (Standort) | Freilandstation des Mesolithikums.                                                       | D-5-6630-0109 |      |